# توستر کوچولوی شجاع به مریخ می‌رود
توستر کوچولوی شجاع به مریخ می‌رود (به انگلیسی: The Brave Little Toaster Goes to Mars) نام کتاب و همچنین فیلمی به همین نام است. این انیمیشن محصول سال ۱۹۹۸ آمریکا است.

## موضوع انیمیشن
داستان پیرامون ماجراهای وسایل خانهٔ یک دامپزشک به نام «راب» می‌گذرد. راب و همسرش به تازگی صاحب فرزندی شده‌اند و همهٔ وسایل خانه از قبیل: توستر، جاروبرقی، رادیو، پتو و… از این اتفاق بسیار خوشحال‌اند. آنها سعی می‌کنند به کودک کمک کرده و در بزرگ کردن او سهیم باشند. زندگی به خوبی و خوشی می‌گذرد تااینکه شبی سمعک قدیمی مشغول مذاکره با موجودات فضایی می‌شود. کودک که از خواب بیدار شده به سمت صدا می‌رود، اما موجودات فضایی کودک را با خود به فضا می‌برند. وسایل خانه به کمک ماشین حساب متوجه می‌شوند که کودک را به مریخ برده‌اند. داستان آنجا جالب می‌شود که توستر و باقی وسایل سعی می‌کنند کودک را به زمین برگردانند…

## اسامی صداپیشگان
- دینا الیور
- تیموتی استاک
- اریک لوید
- کریس یونگ
- جسیکا توک
- کارول چانینگ
- فارا فاست
- آلن کینگ
- جیم کامینگز
- اندی مایلدر
- وین نایت
- استیون توبولوسکی
- دی‌فارست کلی
- Kath Soucie
- Fyvush Finkel
- Brian Doyle-Murray
- Thurl Ravenscroft
- Roger Kabler
- Russi Taylor